# 소말리아 해역 호송전대
소말리아 해역 호송전대(蘇摩利亞 海域 護送戰隊, 영어: Somalia Sea Escort Task Group, 상징명칭 : 청해부대(淸海部隊, 영어: Cheonghae Unit))는 2009년 3월 13일부터 대한민국 해군이 소말리아 해역에서 한국 선박들을 소말리아의 해적들로부터 보호하기 위해 아덴만에 파병된 부대이다. 청해부대는 다국적군으로 합동참모본부의 지휘감독을 받는다. '청해(淸海)'는 해상무역을 통해 통일신라를 부흥시켰던, 장보고 대사가 완도에 설치한 해상무역기기지인 청해진에서 따온 명칭으로, 해군 해양수호의지를 상징한다.

## 주요 임무
유엔 안보리 결의(1373/1838/1846/1851)에 근거 소말리아 아덴만 해역 일대에서 국제해상 안전과 테러 대응을 위한 국제적 노력에 동참하고 선박의 안전한 활동을 지원 및 연합해군사의 해양안보작전에 참여하고 선박의 안전한 활동을 지원하는 것이다.

## 역사

### 창설배경
2008년 이후 소말리아 해역에서 해적활동이 급증함에 따라, 국제 연합 안전보장 이사회가 2008년 6월 결의안 1816호를 통해 소말리아 해역에서 소말리아 해적 소탕을 위한 무력 사용을 허용하고, 2008년 10월에 채택한 결의안 1838호는 해적 소탕을 위한 국제협력을 강조하고, 모든 당사국에 함정과 항공기의 파병을 요청하였다. 대한민국 정부는 유엔의 요청을 검토하고 2009년 3월 2일에 국회에서 '국군부대의 소말리아 해역 파견동의안'이 통과되면서 파병이 공식화되었고, 2009년 3월 13일 청해부대를 소말리아 아덴만 해역에 파병하였다.

### 파병 경위
국제 연합 안전보장이사회가 2008년 6월 결의안 1816호를 통해 소말리아 해역에서 소말리아 해적 소탕을 위한 무력 사용을 허용하고 2008년 10월에 채택한 결의안 1838호는 해적 소탕을 위한 국제협력을 강조하고 모든 당사국에 함정과 항공기의 파병을 요청하였다.
대한민국 정부는 유엔의 요청을 검토하고 2009년 3월 2일에 국회에서 '국군부대의 소말리아 해역 파견동의안'이 통과되면서 파병이 공식화되었고 2009년 3월 13일 청해부대를 소말리아 아덴만 해역에 파병하였다.

### 2009년
청해부대 1진은 2009년 4월 17일 덴마크 국적 상선 '푸마호' 구조를 시작으로 8월 4일 바하마 국적 선박 '노토스 스캔호' 구조에 이르기까지 총 7차례 해적선을 소탕하고 민간 상선을 구조했다. 2009년 5월 4일 북한국적의 6,399톤급 화물선 '다박솔(DABAK SOL)'호를 해적선으로부터 구조하였다.
청해부대 2진 대조영함은 2009년 8월과 9월 두 차례 해적을 직접 소탕하였고 8월 26일에는 이탈리아 국적의 화물선을 위협하던 해적을 헬기를 동원해 소탕했다. 2008년 9월 19일 소말리아 해적으로부터 공격을 받고 있는 키프로스 국적의 알렉산드리아호와 마샬군도 국적의 하베스트문호, 바하마 국적의 대니보이호 등 상선 3척을 구조하였고 이 과정에서 해적선 모선을 제압해 예멘 선원 5명을 구출하였다.

### 2010년
청해부대 3진 DDH-975 충무공 이순신 파병 기간 2차례 해적을 소탕했고 총 460여 척의 호송작전과 해양안보작전에 참가했다. 2010년 2월 6일 우리 선박이 포함된 상선단에 고속으로 접근하던 해적선을 소탕해 대한민국 상선을 구조한 최초의 사례를 남겼다.
청해부대 4진 DDH-979 강감찬은 2010년 9월 6일 홍콩 국적 상선의 해적 의심선박 신고를 받고 링스(LYNX) 헬기와 선박 검문검색대를 출동시켜 해적을 소탕하였다. 2010년 8월 5일 홍콩 국적 선박에서 발생한 환자를 치료해주기도 하였다.

### 2011년 작전
2011년 1월 21일 청해부대가 소말리아 해적에게 피랍된 대한민국의 삼호해운 소속 선박 삼호 주얼리호(1만 톤급)를 소말리아 인근의 아덴만 해상에서 구출했다. 이 구출 작전으로 선원 21명을 구출하고 8명의 해적들을 사살 5명을 생포했다. 구출 과정에서 삼호 주얼리호 선장이 복부에 관통상을 입었으나 기적적으로 회복하였고, 대한민국 해군의 사망자는 없었다.
2011년 리비아 내전로 인해 아덴만에서 임무 수행 중인 최영함이 안전한 교민 철수를 돕기 위해 현지에 파병되었다.

### 문무대왕함 코로나19 집단감염
2021년 7월 아프리카 기니만에서 활동하던 청해부대 34진 DDH-976 문무대왕에서 집단으로 코로나바이러스감염증-19확진자가 발생하였다.

### 최영함 코로나19 집단감염
2022년 1월 오만 무스카트항에 정박중이던 청해부대 36진 DDH-981 최영에서 집단으로 코로나바이러스감염증-19확진자가 발생하였다.

## 대외 활동
충무공 이순신함은「2009 말레이시아 국제해양방산전시회」에 참가하고 UAE 아부다비에도 2차례 입항하여 대한민국 해군을 홍보했다. 말레이시아 수교 50주년 기념행사를 맞아 함정공개행사, 태권도, 사물놀이 공연 등을 펼쳤다.
DDH-979 강감찬함은 아프리카 북동부에 위치한 '지부티' 기항 중에는 6.25전쟁 60주년을 맞이해서 에티오피아 참전용사 20명을 함정에 초청해 행사를 가졌다. 청해부대 5진 DDH-978 왕건함은 6·25 60주년을 맞아 한국군 최초로 참전국인 남아공을 방문하였다.

## 연표
| 구분 | 파견기간                           | 파견함          | 비고                                             |
| ---- | ---------------------------------- | --------------- | ------------------------------------------------ |
| 1진  | 2009년 3월 13일 ~ 2009년 9월 14일  | 문무대왕함      | 덴마크 상선 ‘푸마호’ 구조 (4월 17일)             |
| 2진  | 2009년 7월 16일 ~ 2010년 1월 18일  | 대조영함        | '노트스 스캔호' 구조 (8월 4일)                   |
| 3진  | 2009년 11월 20일 ~ 2010년 5월 20일 | 충무공 이순신함 | 해병 경비대 첫 편성 투입 (장병 8명)              |
| 4진  | 2010년 4월 2일 ~ 2010년 10월 4일   | 강감찬함        |                                                  |
| 5진  | 2010년 7월 9일 ~ 2011년 1월 20일   | 왕건함          |                                                  |
| 6진  | 2010년 12월 8일 ~ 2011년 5월 27일  | 최영함          | 아덴만 여명작전 성공 (1월 21일), 한진텐진호 구조 |
| 7진  | 2011년 4월 5일 ~ 2011년 10월 5일   | 충무공 이순신함 |                                                  |
| 8진  | 2011년 8월 12일 ~ 2012년 2월 10일  | 문무대왕함      |                                                  |
| 9진  | 2011년 12월 16일 ~ 2012년 6월 15일 | 대조영함        |                                                  |
| 10진 | 2012년 4월 23일 ~ 2012년 10월 22일 | 왕건함          |                                                  |
| 11진 | 2012년 8월 20일 ~ 2013년 2월 19일  | 강감찬함        | 제미니호 선원 구출                               |
| 12진 | 2012년 12월 27일 ~ 2013년 6월 28일 | 문무대왕함      |                                                  |
| 13진 | 2013년 5월 3일 ~ 2013년 11월 5일   | 왕건함          | 원양어선 보호임무 추가                           |
| 14진 | 2013년 9월 9일 ~ 2014년 3월 11일   | 최영함          |                                                  |
| 15진 | 2014년 1월 16일 ~ 2014년 7월 24일  | 강감찬함        |                                                  |
| 16진 | 2014년 5월 26일 ~ 2014년 11월 20일 | 문무대왕함      |                                                  |
| 17진 | 2014년 9월 29일 ~ 2015년 4월 5일   | 대조영함        |                                                  |
| 18진 | 2015년 2월 9일 ~ 2015년 8월 17일   | 왕건함          |                                                  |
| 19진 | 2015년 6월 23일 ~ 2015년 12월      | 충무공 이순신함 |                                                  |
| 20진 | 2015년 11월 3일 ~ 2016년 5월 말일  | 최영함          |                                                  |
| 21진 | 2016년 3월 23일 ~ 2016년 10월 10일 | 왕건함          |                                                  |
| 22진 | 2016년 8월 18일 ~ 2017년 2월 27일  | 문무대왕함      |                                                  |
| 23진 | 2017년 1월 3일~ 2017년 10월        | 최영함          |                                                  |
| 24진 | 2017년 5월2일 ~2017년 11월         | 대조영함        |                                                  |
| 25진 | 2017년 9월 29일 ~ 2018년 3월       | 충무공 이순신함 |                                                  |
| 26진 | 2018년 2월 13일 ~2018년 9월 20일   | 문무대왕함      |                                                  |
| 27진 | 2018년 6월 28일 ~ 2019년 1월 9일   | 왕건함          |                                                  |
| 28진 | 2018년 11월 13일 ~ 2019년 5월 24일 | 최영함          |                                                  |
| 29진 | 2019년 3월 29일 ~ 2019년 10월16일  | 대조영함        |                                                  |
| 30진 | 2019년 8월 13일 ~ 2020년 2월 25일  | 강감찬함        |                                                  |
| 31진 | 2019년 12월 27일 ~ 2020년 7월 3일  | 왕건함          |                                                  |
| 32진 | 2020년 5월 11일 ~ 2020년 11월 13일 | 대조영함        |                                                  |
| 33진 | 2020년 9월 24일 ~ 2021년 3월 30일  | 최영함          |                                                  |
| 34진 | 2021년 2월 8일 ~ 2021년 9월 10일   | 문무대왕함      |                                                  |
| 35진 | 2021년 6월 22일 ~ 2022년 1월 4일   | 충무공이순신함  |                                                  |
| 36진 | 2021년 11월 12일 ~ 2022년 5월 18일 | 최영함          |                                                  |
| 37진 | 2022년 3월 30일 ~ 2022년 9월 2일   | 대조영함        |                                                  |
| 38진 | 2022년 8월 5일 ~ 2023년 2월 7일    | 강감찬함        |                                                  |
| 39진 | 2022년 12월 19일 ~ 2023년 6월 22일 | 충무공이순신함  |                                                  |
| 40진 | 2023년 5월 3일 ~ 2023년 11월 17일  | 광개토대왕함    |                                                  |
| 41진 | 2023년 9월 25일 ~ 2024년 3월 25일  | 양만춘함        |                                                  |
| 42진 | 2024년 2월 1일 ~ 2024년 8월 12일   | 대조영함        |                                                  |
| 43진 | 2024년 6월 20일 ~ 2024년 12월 24일 | 왕건함          |                                                  |
| 44진 | 2024년 11월 1일 ~ 2025년 5월 13일  | 강감찬함        |                                                  |
| 45진 | 2025년 3월 21일 ~                  | 문무대왕함      | 임무수행 중                                      |

## 같이 보기
- 연합기동부대 151